# ناحیه وننگو، شهرستان باتلر، پنسیلوانیا
ناحیه وننگو، شهرستان باتلر، پنسیلوانیا (به انگلیسی: Venango Township, Butler County, Pennsylvania) یک سکونتگاه مسکونی در ایالات متحده آمریکا است که در شهرستان باتلر، پنسیلوانیا واقع شده‌است.

## خصوصیات
ناحیه وننگو ۵۴٫۴ کیلومترمربع مساحت و ۸۶۸ نفر جمعیت دارد.